# Hydraethiops melanogaster
Hydraethiops melanogaster är en ormart som beskrevs av Günther 1872. Hydraethiops melanogaster ingår i släktet Hydraethiops och familjen snokar. Inga underarter finns listade i Catalogue of Life.
Arten förekommer i centrala Afrika i Kamerun, Gabon, Centralafrikanska republiken, Kongo-Brazzaville och Kongo-Kinshasa. Honor lägger ägg.